# Nederlands kampioenschap schaatsen allround 1905
Het Nederlands kampioenschap schaatsen allround voor mannen 1905 werd van 23 tot 24 januari 1905 verreden op schaatsbaan van D.Y.C. in Deventer.
Er namen acht schaatsers aan deel. Ondanks de sterke dooi kon het toernooi volledig worden afgewerkt. Het afsluitende grande fête de nuit, een feest ter gelegenheid van het 25-jarige bestaan van de organiserende Deventer IJsclub, kon niet doorgaan vanwege deze dooi. Titelverdediger was Coen de Koning, die de Nederlandse titel in 1903 te Groningen had veroverd. De Koning veroverde zijn tweede Nederlandse titel. Hierbij reed hij op één dag, twee keer een Nederlands record op de 500 meter. Pas in 1926 zou zijn record van 50,4 verbroken worden.

## Klassement
| #      | Naam             | Punten | 500m       | 500m finale | 5000m       | 1500m      | 1500m finale | 10.000m     |
| ------ | ---------------- | ------ | ---------- | ----------- | ----------- | ---------- | ------------ | ----------- |
| Goud   | Coen de Koning   | 4      | 50,8 (1)   | 50,4 (1)    | 9.32,0 (1)  | 2.42,8 (1) | 2.45,1 (1)   | 20.10,6 (1) |
| Zilver | Jan Greve        | 8      | 53,4 (2)   | 52,0 (2)    | 10.07,0 (2) | 2.51,8 (2) | 2.55,2 (2)   | 22.16,0 (2) |
| Brons  | Bernard Bezemer  | 12     | 56,6 (3)   | 56,2 (3)    | 10.48,0 (3) | 3,08,0 (3) |              | 23.19,8 (3) |
| NC     | H. Schaapveld    | -      | 1.11,8 (7) |             | 12.19,0 (6) | 3.29,0 (4) |              | NF          |
| NC     | M. Zwart         | -      | 1.00,6 (4) | 1.00,0 (4)  | 11.23,4 (4) |            |              |             |
| NC     | J. van der Weerd | -      | 1.10,4 (6) |             | 11.47,2 (5) |            |              |             |
| NC     | Pius Arts        | -      | 1.07,6 (5) |             | 12.58,6 (8) |            |              |             |
| NC     | N. Broekman      | -      | NF         |             | 12.34,2 (7) |            |              |             |

NC = niet gekwalificeerd, NF = niet gefinisht 